# Dobogó (Szlovákia)
Koordináták: é. sz. 48,1722°, k. h. 18,6284°48.172200°N 18.628400°E
Dobogó (szlovákul Dobogov) Vámosladány településrésze Szlovákiában, a Nyitrai kerület Lévai járásában.

## Fekvése
Lévától 3 km-re, délre fekszik.

## Története
1910-ben nem volt önálló község. A trianoni békeszerződésig Bars vármegye Lévai járásához tartozott.